# Головні ворота (буддизм)

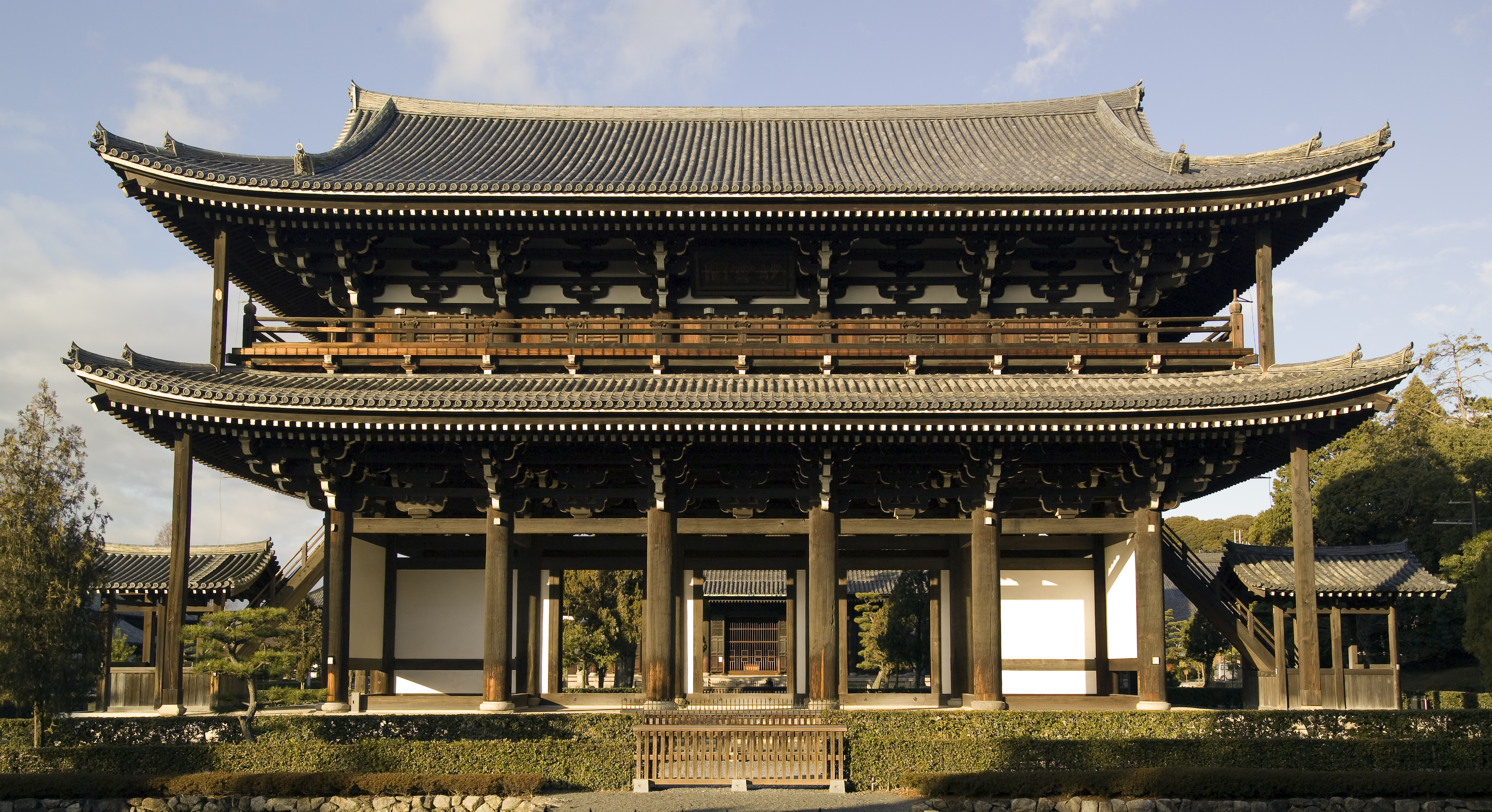
Головні ворота монастиря Тофуку (Національний скарб Японії).

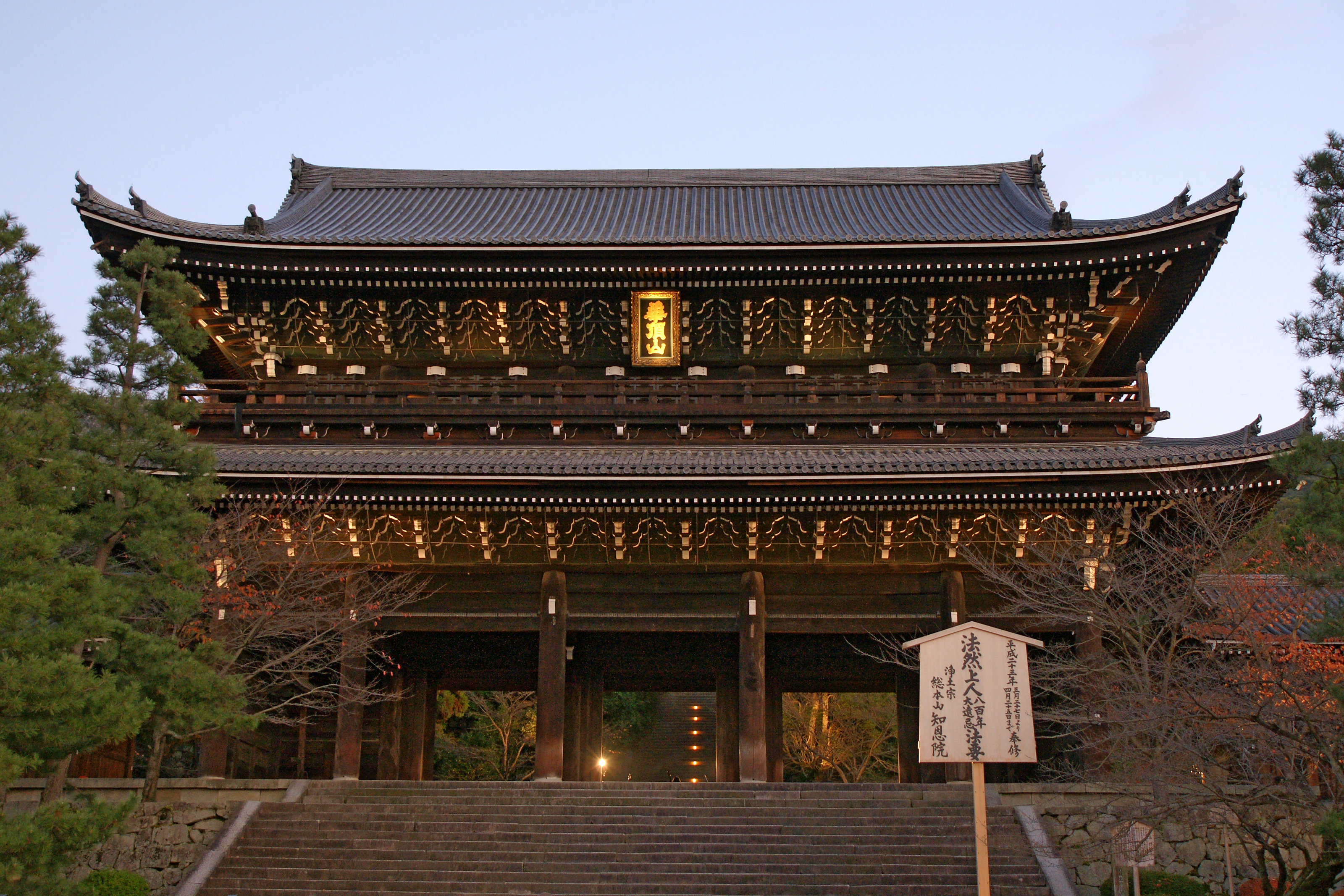
Головні ворота монастиря Тіон (Національний скарб Японії).

Головні́ воро́та (яп. 山門, さんもん, МФА: [sammoɴ], «Гірська брама») — парадна брама буддистського монастиря в Японії. Назва походить від місця розташування монастирів, більшість з яких будувалася в горах.

## Короткі відомості
В давнину монастирські ворота споруджувалися у трьох точках — на заході, півдні та сході паркану, що оточувала монастир, або на відрізку Прочанської дороги, що вела до монастиря. Через це вони називалися Трибра́мою. Кожні з трьох воріт символізували бар'єр, за яким особа звільнялася від буття і входила у просвітлений стан, поступово досягаючи порожнечі, безпристрасності й нештучності. У зв'язку з цим ворота також називали Воро́та трьо́х зві́льнень.
Починаючи з середньовіччя замість трьох воріт стали будувати одні великі ворота, переважно південні, що були центральним входом до монастиря. Їх називали Вели́кими воро́тами або Півде́нними великими воро́тами. Ці ворота також продовжували називати Трибрамою. Народне пояснення останньої назви стало пов'язуватися із подоланням трьох гріхів — той, хто проходив через браму звільнявся від пожадливості, гніву і глупоти.
Зазвичай, головні ворота будувалися двоповерховими і з високим дахом. Праворуч і ліворуч входу стояли статуї двох Алмазних силачів або чотирьох Небесних королів, які охороняли спокій обителі. На даху вшановувалися шістнадцять аргатів. Як правило ворота не мали дверей, що свідчило про відкритість буддизму для живих істот.